# Vùng lõm Hồ Lớn

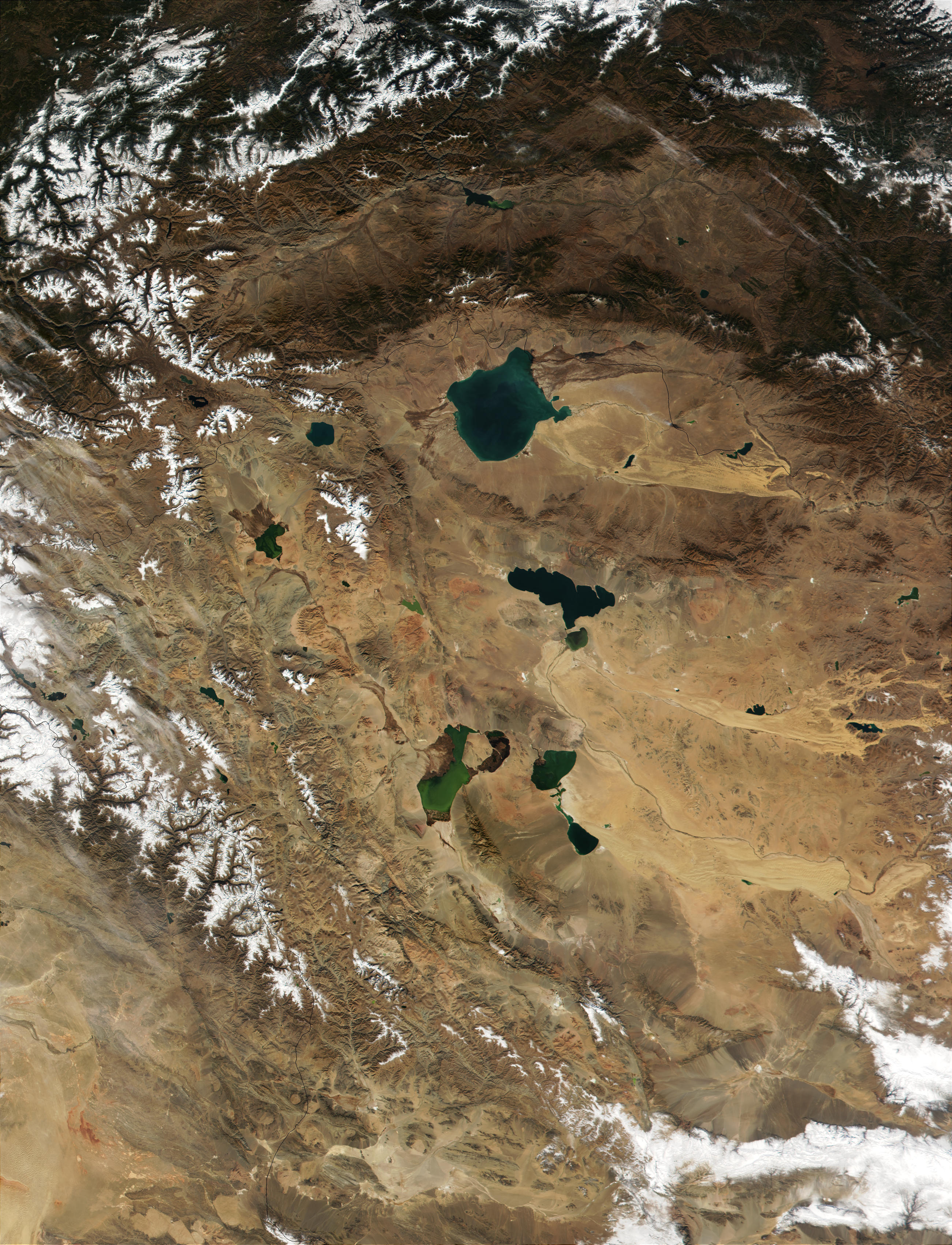
Vùng lõm Hồ Lớn nhìn từ không gian

Vùng lõm Hồ Lớn (tiếng Mông Cổ: Их нууруудын хотгор, Ikh Nuuruudyn Khotgor), cũng gọi là Thung lũng lòng chảo Hồ Lớn hay Bồn địa Hồ Lớn là một vùng lõm bán khô hạn lớn tại Mông Cổ và bao gồm nhiều phần của các tỉnh Uvs, Khovd, Zavkhan và Govi-Altai. Giáp với dãy núi Altai ở phía tây, dãy núi Khangai ở phía đông và dãy núi Tannu-Ola ở phía bắc, Vùng này có diện tích khoảng 100.000 km² với độ cao trung bình từ 750 đến 2.000m. Một số phần nhỏ phía bắc của vùng lõm thuộc lãnh thổ Nga.
Vũng lõm được đặt tên như vậy là do nó bao gồm 6 hồ chính của Mông Cổ: các hồ nước mặn Uvs Nuur, Khyargas Nuur và Dörgön Nuur; và các hồ nước ngọt Khar-Us Nuur, Khar Nuur và Airag Nuur. Ngoài ra, vùng bao gồm 14.000 km² solonchak (đất muối) và các khu vực cát rộng lớn. Phần phía bắc do các thảo nguyên khô hạn thống trị và phần phía nam là bán hoang mạc và hoang mạc. Các sông chính là Khovd Gol, Zavkhan Gol, và Tesiin Gol.
Vùng lõm là một lưu vực nước ngọt chính của Mông Cổ và có các vùng đất ngập nước quan trọng tại Trung Á. Các vùng đất ngập nước dựa trên hệ thống các hồ nông liên kết lại với nhau với các vành đai lau sậy trong một thảo nguyên hoang mạc. Các vùng đất ngập nước tạo điều kiện cho một số loài chim di cư quý hiếm và có nguy cơ tuyệt chủng: cò thìa Á Âu (Platalea leucorodia), hạc đen (Ciconia nigra),
chim ưng biển (Pandion haliaetus), đại bàng đuôi trắng (Haliaeetus albicilla), ngỗng thiên nga (Cygnopsis cygnoides), và ngỗng đầu sọc (Anser indicus). Chỉ có vài cá thể bồ nông chân hồng (Pelecanus onocrotalus) còn lại tại lòng chảo Hồ Lớn tại Mông Cổ. Chúng làm tổ trong các dòng nước của sông và hồ có nguồn cá và thực vật phong phú.